# Elisabeth Klecker
Elisabeth Klecker (* 28. Dezember 1960 in Wien) ist eine österreichische Klassische Philologin und neulateinische Philologin.

## Leben
Elisabeth Klecker besuchte in ihrem Heimatort Wien Volksschule und Gymnasium und studierte Klassische Philologie an der Universität Wien. Seit 1983 ist sie am Institut für Klassische Philologie, Mittel- und Neulatein der Universität Wien beschäftigt, zunächst als wissenschaftliche Hilfskraft, ab 1994 als Universitätsassistentin, seit 2011 als außerordentliche Universitätsprofessorin, und hält laufend Lehrveranstaltungen zur lateinischen Philologie der Antike und der Neuzeit.
1994 promovierte sie sub auspiciis praesidentis rei publicae mit ihrer Dissertation Dichtung über Dichtung. Homer und Vergil in lateinischen Gedichten italienischer Humanisten und erhielt im selben Jahr den Würdigungspreis des Bundesministers für Wissenschaft und Forschung, 1995 den Figdorpreis für Sprach- und Literaturwissenschaften der Österreichischen Akademie der Wissenschaften, 1996 den Förderungspreis der Stadt Wien.
2017 wurde Elisabeth Klecker als ordentliches Mitglied der Geisteswissenschaftlichen Klasse in die Sudetendeutsche Akademie der Wissenschaften und Künste berufen.
Ihre Forschungsschwerpunkte umfassen die neulateinische Literatur im Raum der Habsburger-Monarchie, neulateinische Epik, Emblematik, barocke Bild-Text-Kombinationen und die Rezeption antiker Mythologie.

## Schriften
- Dichtung über Dichtung. Homer und Vergil in lateinischen Gedichten italienischer Humanisten des 15. und 16. Jahrhunderts (= Wiener Studien. Beiheft 20 / Arbeiten zur mittel- und neulateinischen Philologie. Band 2). Verlag der österreichischen Akademie der Wissenschaften, Wien 1994, ISBN 3-7001-2177-6.